# Вільча (пункт контролю)
51°22′32.6″ пн. ш. 29°24′33.4″ сх. д. / 51.375722° пн. ш. 29.409278° сх. д.
Ві́льча — пункт пропуску через державний кордон України на кордоні з Білоруссю.
Розташований у Київській області, Поліський район, поблизу однойменного відселеного селища міського типу. Пропускний пункт знаходиться на території Чорнобильської зони відчуження на автошляху Т 1035. З білоруського боку знаходиться пункт пропуску «Олександрівка» на трасі Р37 у напрямку Наровлі.
Вид пункту пропуску — автомобільний. Статус пункту пропуску — міждержавний цілодобовий, місцевий (лише з 8:00 до 20:00).
Характер перевезень — пасажирський, вантажний.
Окрім радіологічного, митного та прикордонного контролю, пункт пропуску «Вільча» може здійснювати фітосанітарний, екологічний контроль та контроль Служби міжнародних автомобільних перевезень.
Пункт пропуску "Вільча – Олександрівка" входить до складу митного поста "Північний" Житомирської митниці. Код пункту пропуску —  UA101130 .

## Галерея

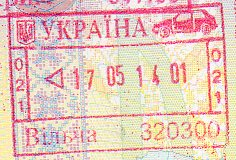
Штамп пункту пропуску "Вільча"